# Tramin an der Weinstraße
Tramin an der Weinstraße (wł. Termeno sulla Strada del Vino) – miejscowość i gmina we Włoszech, w regionie Trydent-Górna Adyga, w prowincji Bolzano (Tyrol Południowy).
Wieś znana jest jako miejsce pochodzenia szczepu winorośli gewürztraminer (traminer aromatico). Pierwsza wzmianka o winach z Tramin zachowała się w dokumencie z 17 września 1242 i później m.in. w źródle z 1362 (dobre wino z Traminu, wein guets Traminner).
Liczba mieszkańców gminy wynosi 3282 (dane z roku 2009). Językiem ojczystym dla 96,64% jest język niemiecki (gwara tyrolska dialektu bawarskiego), włoski dla 3,2%, a ladyński dla 0,17% mieszkańców (2001).

## Miasta partnerskie
- Mindelheim
- Rödermark
- Schwaz